# كاسبر ولس
كاسبر ولس (بالإنجليزية: Casper Wells)‏ هو لاعب كرة قاعدة أمريكي، ولد في 23 نوفمبر 1984 في غراند رابيدز في الولايات المتحدة.

## وصلات خارجية
- كاسبر ولس على موقع دوري كرة القاعدة الرئيسي (الإنجليزية)
- كاسبر ولس على موقعبيزبول رفرنس.كوم (الدوري الرئيسي) (الإنجليزية)
- كاسبر ولس على موقعبيزبول رفرنس.كوم (الدوري الثانوي) (الإنجليزية)
- كاسبر ولس على موقع إي إس بي إن.كوم (أم.أل.بي) (الإنجليزية)
- كاسبر ولس على موقع مشجعي الرسوم البيانية (الإنجليزية)